# Wyn Hoop
Wyn Hoop (bürgerlich Winfried Lüssenhop; * 29. Mai 1936 in Hannover) ist ein deutscher Schlagersänger und Autor.

## Leben
1936 als Mitglied der alten hannoverschen Familie Lüssenhop geboren und in Vahrenwald aufgewachsen, nahm Winfried Lüssenhop bereits als Zwölfjähriger Klavier- und Gitarrenunterricht. Nach der Schule machte er eine Lehre bei der Post. Anfang der 1950er Jahre gründete er die Jazz-Band „Die Capitellos“. Die Band wurde zu verschiedenen Rundfunkveranstaltungen eingeladen, wirkte auch bei Singspielen und Musicals (z. B. Ach Luise …) mit. Ende der 1950er Jahre kam es zu ersten Schallplattenaufnahmen. 1958 löste sich die Band auf. Lüssenhop machte nebenbei Soloaufnahmen, zunächst als Fred Lyssen, dann als Fried Lüssen und schließlich als Wyn Hoop.
1960 nahm er den Titel Bonne nuit ma chérie auf, mit dem er die deutsche Vorentscheidung zum Eurovision Song Contest 1960 gewann. Beim folgenden internationalen Wettbewerb erreichte er den vierten Platz (11 Punkte). Damit begann Hoops Karriere als Solosänger, in der er vor allem deutsche Cover-Versionen englischer Titel von Johnny Cash, Elvis Presley und Johnny Preston aufnahm. Größere Popularität erreichte Bist du einsam heut’ nacht?, wenngleich dieser Titel mit Peter Alexander ein großer Erfolg wurde.
1962 nahm er zusammen mit Pirkko Mannola an den Deutschen Schlager-Festspielen in Baden-Baden teil. Ihr gemeinsamer Titel Mama will dich seh’n erreichte den vierten Platz und war der Beginn für eine Reihe weiterer gemeinsamer Aufnahmen.
Im Jahr 1961 spielte Hoop auch im Film Ein Stern fällt vom Himmel mit. Ab 1964 nahm er zusammen mit seiner Ehefrau Andrea Horn (Wyn und Andrea) Schallplatten auf. Mit ihr absolvierte er einige Konzerttourneen im In- und Ausland. Ihr Repertoire bestand hauptsächlich aus Folklore und Traditionals.
In den 1970er Jahren widmete sich Hoop dem Schlagernachwuchs. Er entdeckte den Sänger Oliver Bendt, den späteren Sänger der Goombay Dance Band. 
1978 zogen sich Hoop und Horn aus dem Showgeschäft zurück. Seither veröffentlichten sie mehrere Segelbücher. Daneben schrieben sie Reiseberichte und Artikel für Fachzeitschriften und Zeitungen.

## Werke

### Musik
- mit Frieder Gadesmann: Lieder und Songs 7/8. Zum Hören und Mitsingen. Arrangiert von Hans Thomas-Mindnich, gesungen von Nana Gualdi, Andrea Horn, Wyn Hoop, Knut Kiesewetter und Studenten der PH Ludwigsburg, 1985, ISBN 3-425-08072-5.
- Mitwirkung: Küsse im Mondschein. Bear Family Records, Vollersode 1998.
- Mitwirkung: Hast du Worte? Als die Instrumentals sprechen lernten. Bear Family Records, Vollersode 1999.
- Mitwirkung: Und dann nehm’ ich die „Guitar“. Bear Family Records, Vollersode 2001.

### Chartplatzierungen
- 1960: Bonne nuit ma chérie
- 1960: Bist du einsam heut’ nacht?
- 1960: Du bist das süßeste Mädel der Welt
- 1960: Wer kennt den Weg
- 1960: Trau’ deinem Stern
- 1961: Im Land meiner Träume
- 1961: Das ist Paris
- 1961: Tamara
- 1962: Mama will dich seh’n (mit Pirkko Mannola)
- 1962: Küsse im Mondschein (mit Pirkko Mannola)
- 1963: Im Frühling (mit Pirkko Mannola)
- 1963: Der Mond von Bahia
- 1963: Bossa Nova Eso Beso
- 1963: Sag beim Abschied nicht Goodbye
- 1964: Mexico
- 1964: Man sagt nicht No in Acapulco

### Schriften
- mit Andrea Horn: Kreuzen zwischen türkischer Küste und ostgriechischen Inseln. Nautischer Reiseführer. Ed. Maritim, Hamburg 1988, ISBN 3-922117-43-0.
- mit Andrea Horn: Durch die Nordägäis bis Istanbul: Izmir – Marmarameer – Istanbul. Nautischer Reiseführer. Ed. Maritim, Hamburg 1989, ISBN 3-89225-168-1.
- mit Andrea Horn: Nebenflüsse der Elbe: Pinnau – Krückau – Stör – Ilmenau – Este – Lühe – Schwinge – Oste; mit Eider und Treene. Ed. Maritim, Hamburg 1992, ISBN 3-89225-238-6.
- mit Andrea Horn: Main, Main-Donau-Kanal, Donau: Mainz-Passau/Jochenstein. Ed. Maritim, Hamburg 1993, ISBN 3-89225-254-8.
- mit Andrea Horn: Ostgriechische Inseln: Chios – Rhodos. In: Türkische Küste: Karaburun/Izmir – Antalya. Nautischer Reiseführer. Ed. Maritim, Hamburg 1994, ISBN 3-89225-292-0.
- mit Andrea Horn: Korsika Häfen und Ankerplätze: Nautischer Reiseführer eBook Hamburg 2017, ISBN 978-3-00-051191-2.